# Montezumina enigmata
Montezumina enigmata är en insektsart som beskrevs av Nickle 1984. Montezumina enigmata ingår i släktet Montezumina och familjen vårtbitare. Inga underarter finns listade i Catalogue of Life.